# Miguel Segura
Miguel Antonio Segura Vargas (Tibás, 2 de setembro de 1963) é um ex-futebolista profissional e treinador costarriquenho, que atuava como goleiro.

## Carreira
Miguel Segura fez parte do elenco da Seleção Costarriquenha de Futebol da Copa do Mundo de 1990, como terceiro goleiro. 